# Forschungsreaktor

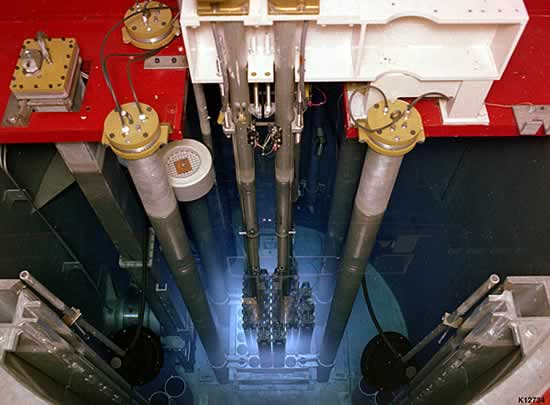
Das Innere eines TRIGA-Forschungsreaktors

Forschungsreaktoren sind Kernreaktoren, die nicht der Stromerzeugung dienen, sondern Forschungszwecken (physikalischen, kern- und materialtechnischen Untersuchungen) und der Produktion von Radionukliden für Medizin und Technik. Es wird also nicht die Wärmeenergie, sondern die Neutronenstrahlung des Reaktors genutzt. Außerdem dienen Forschungsreaktoren zu Ausbildungs- und Entwicklungszwecken.
Verglichen mit den Reaktoren zur Energiegewinnung (Leistungsreaktoren) ist die Leistung eines Forschungsreaktors im Allgemeinen um wesentlich geringer, dementsprechend auch sein Bedarf an Kernbrennstoff und die erzeugte Menge an radioaktivem Abfall. Im Idealfall ist ein Forschungsreaktor zugleich Nullleistungsreaktor, da dadurch Kühlung und Abschirmung deutlich einfacher gestaltet werden können.
Von den Forschungsreaktoren zu unterscheiden sind:
- Versuchsreaktoren, die zur Entwicklung von Reaktorkonzepten und -technologien dienen,
- und Prototyp-Kernkraftwerke, mit denen die praktisch-wirtschaftliche Brauchbarkeit einer bestimmten Kernkraftwerkstechnologie (bspw. DFR Dounreay) demonstriert werden soll,
- Reaktoren für Antriebszwecke, z. B. U-Boote oder Flugzeugträger. Darunter befinden sich ebenfalls Versuchsreaktoren oder Prototypen, siehe auch Naval Reactors, dem Programm der U.S. Navy. Ähnliche Programme werden von der ehemaligen Sowjetunion bzw. Russland, der französischen Marine National und der britischen Royal Navy betrieben.
- Small Modular Reactors (SMR), davon sind die meisten zunächst Konzepte, Prototypen oder in der Entwicklungsphase.
- Versuchs-Fusionsreaktoren,
  - Magnetfusionsanlagen vom Stellarator-Typ (ab 1953[1]) z. B. Wendelstein 7-X oder Tokamak-Typ z. B. ZETA, ASDEX Upgrade, JET, ITER,
  - Trägheitsfusionanlagen, z. B. NIF.

Die Funktionen sind allerdings nicht immer ganz voneinander zu trennen, und die Bezeichnungen werden nicht ganz einheitlich verwendet. Auch kommerzielle Kernkraftwerke haben in der Vergangenheit Aufgaben übernommen, die eher mit Forschungsreaktoren in Verbindung gebracht werden und tun das zum Teil auch heute noch. Umgekehrt waren „kommerzielle“ Kraftwerke wie Obninsk und Shippingport – trotz Einspeisung von Strom in öffentliche Netze – zuvorderst Prototypen der Forschung.

## Geschichte

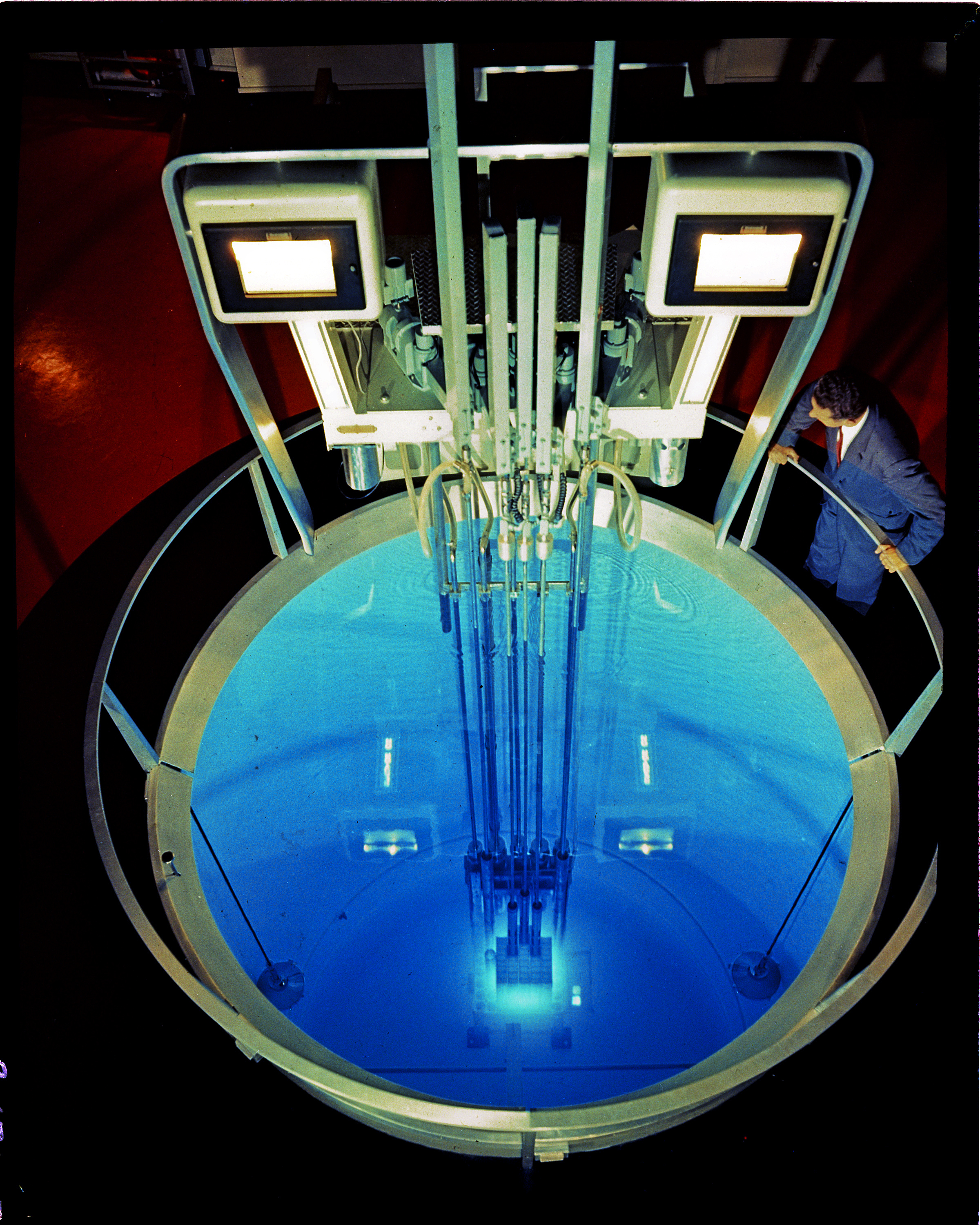
Demonstrations-Reaktor des Oak Ridge National Laboratory (ORNL) vom Typ TRIGA für die Genfer Atomkonferenz 1955 mit blauer Tscherenkow-Strahlung. Der Reaktor wurde mit einer Globemaster II in die Schweiz transportiert.

Forschungsreaktoren gehören seit Beginn der friedlichen Nutzung der Kernenergie zum Repertoire der Kerntechnik und sind grundlegende Anlagen für die Forschung und Entwicklung. Als ältester (Betriebslaufzeit) U.S. Forschungsreaktor gilt der Breazeale Nuclear Reactor des Radiation Science & Engineering Center (RSEC) der Pennsylvania State University, welcher am 8. Juli 1955 seine Betriebslizenz erhielte. Etwa um die gleiche Zeit (1955) wurde durch das Oak Ridge National Laboratory (ORNL) ein Schwimmbadreaktor für den Export umgerüstet und zu Demonstrationszwecken für die Genfer Atomkonferenz eingeflogen. Der Reaktor konnte von der breiten Öffentlichkeit besichtigt werden. Der Reaktor wurde schließlich von der Schweiz erworben und betrieben. In der DDR ging 1958 unter zu Hilfe der Sowjetunion am Zentralinstitut für Kernforschung (ZfK) der Rossendorfer Forschungsreaktor in Betrieb. Ebenfalls in den Jahren 1957/1958 wurden von der Bundesrepublik die ersten amerikanischen und englischen Forschungsreaktoren bezogen und betrieben, siehe weiter unten.

## Stand der Technik
Forschungsreaktoren werden in einer speziellen Datenbank der IAEA, der Research Reactor Database (RRDB) erfasst. Die folgende Tabelle basiert auf aktuellen Kennzahlen. Die Webseite der RRDB bietet weitere Filtermöglichkeiten, z. B. nach Leistungsklasse „< 1 kW“.
| Status                          | Anzahl Reaktoren | Anzahl Länder | Deutschland |
| ------------------------------- | ---------------- | ------------- | ----------- |
| Operativ                        | 222              | 54            | 5           |
| In Planung/Bau                  | 23               | 16            | 0           |
| Temporär/Permanent/Abgeschaltet | 79               | 30            | 3           |
| Stillgelegt/In Stilllegung      | 517              | 37            | 38          |
| Total                           | 841              | 70            | 46          |

Die meisten Forschungsreaktoren sind in den USA und Russland verbaut, gefolgt von China, Indien und Argentinien.
Die hohe Zahl der Stilllegungen und Abschaltungen wird von der Nuclear Energy Agency bemängelt.
Weitere Details zu den drei übrigen deutschen Forschungsreaktoren wurden (Stand 2023) von der GRS zusammengetragen.

## Typen
Es gibt unterschiedliche Typen von Forschungsreaktoren. Bei vielen Forschungsreaktoren ist der Reaktorkern von Wasser umgeben, das als Moderator für die Neutronen und zur Kühlung dient.

### Materialtestreaktoren
Materialtestreaktoren (MTR) sind für die Untersuchung von Kernbrennstoffen und von Strahlenschäden in Strukturmaterialien durch schnelle Neutronen vorgesehen. Sie besitzen einen sehr kompakten Reaktorkern, um eine möglichst große Neutronenflussdichte zu erzielen.

### Isotopenproduktionsreaktoren
Isotopenproduktionsreaktoren werden für die Erzeugung von radioaktiven Nukliden eingesetzt. Die zu erzeugenden Nuklide sind entweder Spaltprodukte oder entstehen durch Neutroneneinfang. Bei manchen Nukliden – zum Beispiel Molybdän-99 als Vorgänger von Technetium-99m – sind beide Wege möglich.
Kommerzielle Leistungsreaktoren sind oft nicht oder nur begrenzt in der Lage, medizinische oder industrielle Radionuklide zu erzeugen, da bei den heute verbreiteten Leichtwasserreaktoren ein Austausch der Brennelemente das komplette Herunterfahren des Reaktors inklusive anschließender Abkühl- und Abklingphase erfordert („Cold Shutdown“). Zwar ist es teilweise möglich, einzelne Gegenstände bei laufendem Betrieb zur Bestrahlung mit Neutronenstrahlung in den Reaktorkern hinein und wieder hinaus zu befördern, jedoch sind nur Reaktoren, die zum online refueling in der Lage sind, in dieser Hinsicht vollständig flexibel.
Eine wichtige Ausnahme sind Reaktoren vom Typ CANDU, die mit unangereichterm Uran betrieben werden können. Brennelemente und auch Steuerstäbe können bei diesen Reaktoren bei laufendem Betrieb ausgetauscht werden. Diese Eigenschaft wird zur Erzeugung von Kobalt-60 genutzt, einem wichtigen „Desinfektionsmittel“ auf Basis von Gammastrahlung. Hierzu werden einige Kontrollstäbe durch Kobalt ersetzt und nach Bestrahlung mit Neutronen wieder aus dem Reaktor entnommen. Durch die Neutronenbestrahlung wird aus stabilem Kobalt-59 das instabile Kobalt-60. Dieses Isotop zerfällt mit einer Halbwertzeit von 5,27 Jahren durch Betazerfall und unter Aussendung von Gammastrahlung in Nickel-60. Die Gammastrahlung wird verwendet, um Einweg-Medizinprodukte zu sterilisieren, die nicht für eine Behandlung im Autoklav geeignet sind. Etwa 40 % der weltweit verwendeten Einweg-Medizinprodukte werden mit Kobalt-60 aus CANDU-Reaktoren sterilisiert. Der Hauptzweck der CANDU-Reaktoren ist jedoch die Erzeugung elektrischer Energie.
Sensu lato sind auch Teilchenbeschleuniger teilweise „Isotopenproduktionsreaktoren“ insofern, als in ihnen eine Kernreaktion stattfindet, die der Erzeugung spezifischer industriell oder medizinisch nutzbarer Isotope dient. Dies hat jedoch mit Kernspaltung oder Kettenreaktion zumeist nichts zu tun und fällt daher nicht unter die übliche Alltagsdefinition des Begriffs „Kernreaktor“. Die Produktion einiger Nuklide ist in Kernspaltungsreaktoren nicht oder nur sehr schwer möglich, wohingegen die Produktion anderer Nuklide in Teilchenbeschleunigern nicht oder nur sehr schwer möglich ist. Dazu kommen wirtschaftliche Erwägungen bzgl. Bau- und Betriebskosten und die oft höhere gesellschaftliche Akzeptanz von Teilchenbeschleunigern als von Kernreaktoren sensu stricto.
Als Faustregel kann gelten, dass die Erzeugung von Neutronen-reichen Isotopen zumeist mittels Kernspaltung als exzellenter Quelle für Neutronenstrahlung einfacher ist, die Produktion von Neutronen-armen Isotopen dagegen oft in Teilchenbeschleunigern einfacher möglich ist. Neutronen-reiche Isotope zerfallen bevorzugt durch Beta-minus-Zerfall, wohingegen Neutronen-arme Isotope tendenziell eher durch Elektroneneinfang oder Positron-Emission zerfallen. Alphastrahler sind zumeist schwere Kerne, die in Kernspaltungsreaktoren durch Neutroneneinfang erzeugt werden können.

### Strahlrohrreaktoren
Bei den Strahlrohrreaktoren werden normalerweise die im Reaktor erzeugten langsamen Neutronen über Strahlrohre in eine Experimentierhalle geleitet, um dort z. B. Materialproben durch Neutronenstreuung zu untersuchen. Zwei der leistungsfähigsten Anlagen dieser Art stellen der 58 MW-Hochflussreaktor RHF des internationalen Institut Laue-Langevin (ILL) in Grenoble sowie der 20 MW-Hochflussreaktor FRM II der TUM dar.

### Unterrichtsreaktoren
Unterrichtsreaktoren dienen Ausbildungszwecken und befinden sich meist an Hochschulen. Sie besitzen nur eine sehr geringe Leistung. In Deutschland sind noch vier Unterrichtsreaktoren in Betrieb, davon drei vom Typ SUR (Siemens-Unterrichtsreaktor) mit einer Leistung von 0,1 Watt (Stuttgart, Ulm, Furtwangen) und ein weiterentwickelter Reaktor AKR-2 mit 2 Watt (Dresden).

### TRIGA-Reaktoren
Der TRIGA-Reaktor (TRIGA = „Training, Research, Isotope Production, General Atomics“) ist ein spezieller, von der US-amerikanischen Firma General Atomics entwickelter Forschungsreaktortyp. Es handelt sich um einen Schwimmbadreaktor, der sich durch inhärente Sicherheit auszeichnet. Inhärent bedeutet, dass die Sicherheit durch Naturgesetze, nicht durch technische Maßnahmen, die man überbrücken könnte, gewährleistet wird. Er wird für Ausbildung, Forschung und Radionuklidproduktion eingesetzt. Weltweit sind mehr als 50 TRIGA-Reaktoren in Betrieb.

## Forschungsreaktoren in D-A-CH

### Deutschland
Neben vier Unterrichtsreaktoren sind in Deutschland noch zwei Forschungsreaktoren in München (20 MW) bzw. Mainz (100 kW) in Betrieb.
Für eine Gesamtliste aller Forschungsreaktoren siehe Liste der Kernreaktoren in Deutschland#Forschungsreaktoren.
Während des Zweiten Weltkriegs wurden im deutschen Uranprojekt eine Reihe von Versuchsreaktoren konstruiert, die jedoch allesamt nicht kritisch wurden. Der letzte dieser Versuche war der Forschungsreaktor Haigerloch, ein Schwerwasserreaktor, der von Forschern des Kaiser-Wilhelm-Institut für Physik im März/April 1945 in einem Felsenkeller im hohenzollerischen Haigerloch aufgebaut worden war.

### Österreich
In Österreich ist noch ein Forschungsreaktor Triga Mark II am Atominstitut in Wien in Betrieb.
Für eine Gesamtliste aller Forschungsreaktoren siehe Liste der Kernreaktoren in Österreich#Forschungsreaktoren

### Schweiz
In der Schweiz ist der Reaktor CROCUS am EPFL in Lausanne der letzte verbliebene Forschungsreaktor.
Für eine Gesamtliste aller Forschungsreaktoren siehe Liste der Kernreaktoren in der Schweiz#Forschungs-/Versuchsreaktoren

## Weitere Forschungsreaktoren
Hinweis: Die folgende Liste erhebt keinen Anspruch auf Vollständigkeit, sondern gibt nur ein „Lagebilde“ über die bekannte Reaktoren oder deren Forschungseinrichtungen.

### Frankreich
- Forschungsreaktor Phébus in Frankreich, zur Erforschung von Kernschmelzen
- Nullleistungsreaktoren für Forschung und Entwicklung: EOLE, MINERVE and MASURCA[12]
- ZOÉ, 1. Französischer Reaktor (historisch)
- Die Reaktoren des CEA, z. B. Orphée (Stilllegung 2019[13]), Osiris (Stilllegung 2015; Nachfolger ist der MTR Jules Horowitz Reaktor)
- Der Höchstflussreaktor (HFR) des Institut Laue-Langevin

### Japan
- Der Nullleistungsreaktor The University Teaching and Research Reactor of Kindai University (UTR-KINKI)
- Der High Temperature Engineering Test Reactor (HTTR),[14] seit 1998 und betrieben von der Japan Atomic Energy Agency

### Korea
- Kijang Research Reactor (KJRR)[15] (Baubeginn 2023)

### Sowjetunion / Russland
Verschiedene Forschungsreaktoren (Teil des Forschungsinstituts JSC “SSC RIAR”), z. B.:
- BR-5 und BOR-60 (Vorgänger[16] der BN-Reaktoren)
- MIR, SM, VK-50, RBT-6 and RBT-10/2[17]
- Verschiedene Reaktoren des Kurtschatow-Institut

### Ukraine
- WWR-M[18]
- IR-100

### UK
- Die ehem. 14 Reaktoren[19] von Harwell[20] (Atomic Energy Research Establishment)
- Der Universities' Research Reactor[21], bis ca. 1991

### USA
- Verschiedene Reaktoren des Argonne National Laboratory[22]
- Die Brookhaven National Laboratory Reaktoren, BGRR, HFBR und BMRR[23]
- Advanced Test Reactor (ATR) des Idaho National Laboratory[24]
- BORAX-Experimente mit Forschungsreaktoren in den USA (historisch)
- Chicago Piles (historisch)
- MITR-I (Betriebszeitraum 1958–1973), danach Weiterentwicklung zu MITR-II mit Betriebsgenehmigung ab 2010[25] des Massachusetts Institute of Technology
- Die 13 Reaktoren des Oak Ridge National Laboratory[26]
- Die Reaktoren des Nuclear Engineering & Science Center (NESC) der Texas A&M University (seit 1959)[27]
- Versatile Test Reactor (VTR)[28][29]

### Fachartikel
- Brian Dodd et al.: Perspectives on research reactor utilization. In: Physica B: Condensed Matter. Band 311, Nr. 1–2, Januar 2002, S. 50–55, doi:10.1016/S0921-4526(01)01055-9 (englisch).

### Fachbücher
- NEA: Research and test facilities required in nuclear science and technology. Nuclear Energy Agency, Organisation for Economic Co-operation and Development, Paris 2009, ISBN 978-92-64-99070-8 (oecd-nea.org [PDF]).
- IAEA: Applications of Research Reactors. IAEA, 2014, ISBN 978-92-0-145010-4 (englisch, iaea.org).
- IAEA: History, Development and Future of TRIGA Research Reactors (= Technical Reports Series. Band 482). IAEA, Vienna 2016, ISBN 978-92-0-102016-1 (englisch, iaea.org).
- Gilles Bignan et at.: Reactor Physics Experiments on Zero Power Reactors. In: Dan Gabriel Cacuci (Hrsg.): Handbook of Nuclear Engineering. Springer US, Boston, MA 2010, ISBN 978-0-387-98130-7, S. 2053–2184, doi:10.1007/978-0-387-98149-9_18 (englisch).
- Mihály Makai, János Végh: Reactor Core Monitoring (= Lecture Notes in Energy. Band 58). Springer International Publishing, Cham 2017, ISBN 978-3-319-54575-2, doi:10.1007/978-3-319-54576-9 (englisch).
- Jean Couturier et al.: Elements of nuclear safety – Research reactors (= Collection sciences et techniques). EDP sciences, Les Ulis 2019, ISBN 978-2-7598-2356-7 (englisch, edp-open.org – Open Access).
- Ehud Greenspan (Hrsg.): Research Reactors (= Encyclopedia of Nuclear Energy. Band 4, Nr. 11). Elsevier, Amsterdam 2021, ISBN 978-0-12-819732-5 (englisch).
- Genichiro Wakabayashi et al.: Introduction to Nuclear Reactor Experiments. Springer Nature Singapore, Singapore 2023, ISBN 978-981-19-6588-3, doi:10.1007/978-981-19-6589-0 (englisch).

### Klassiker
- Clifford K. Beck (Hrsg.): Nuclear Reactors for Research (= James G. Beckerley [Hrsg.]: Geneva Series on the Peaceful Uses of Atomic Energy). D. Van Nostrand, Princeton, NJ 1957 (englisch, archive.org).
- T E Cole, A M Weinberg: Technology of Research Reactors. In: Annual Review of Nuclear Science. Band 12, Nr. 1, Dezember 1962, S. 221–242, doi:10.1146/annurev.ns.12.120162.001253 (englisch).
- Wolfgang Cartellieri, Alexander Hocker, Albrecht Weber (Hrsg.): Taschenbuch für Atomfragen 1964. Festland Verlag, Bonn 1964 (Die Tabelle „Forschungs-, Unterrichts-, Prüf-, und Meßreaktoren in der BRD einschließlich Berlin (West)“ hat alle Kenndaten zu allen Reaktoren Stand 1964).